# Plena Manlibro de Esperanta Gramatiko
Il Plena Manlibro de Esperanta Gramatiko (o PMEG) è un libro che approfondisce la grammatica dell'Esperanto. È stato scritto principalmente da Bertilo Wennergren.
Per facilitare la comprensione, questo manuale non usa parole come "substantivo" o "prepozicio", ma usa parole come "O-vorto" o "rolvorteto".
Dal 1994 fino al 2006 è stato pubblicato solo su Internet. Da gennaio 2006 è anche acquistabile la versione cartacea.